# Esthlogena guatemalena
Esthlogena guatemalena är en skalbaggsart som beskrevs av Bates 1885. Esthlogena guatemalena ingår i släktet Esthlogena och familjen långhorningar.
Artens utbredningsområde är Guatemala. Inga underarter finns listade i Catalogue of Life.